# Kierowca dnia
Kierowca dnia, Driver of the Day, DHL Driver of the Day – nagroda w Formule 1 i Formule E. W wyniku głosowania kibiców przyznawana jest dla kierowcy, który wykazał się najlepszym występem w danym wyścigu. W Formule 1 przyznawana od 2016 roku i ogłaszana na zakończenie wyścigu. W Formule E, gdzie jest przyznawana od 2018 roku, głosowanie trwa 24 godziny od momentu zakończenia wyścigu.

## Kierowcy Dnia

### Formuła 1
| Sezon | Kierowca dnia | Kierowca dnia    | Kierowca dnia | Kierowca dnia   | Kierowca dnia     | Kierowca dnia | Kierowca dnia | Kierowca dnia   | Kierowca dnia | Kierowca dnia   | Kierowca dnia | Kierowca dnia | Kierowca dnia  | Kierowca dnia | Kierowca dnia | Kierowca dnia | Kierowca dnia     | Kierowca dnia     | Kierowca dnia     | Kierowca dnia | Kierowca dnia    | Kierowca dnia | Kierowca dnia |
| ----- | ------------- | ---------------- | ------------- | --------------- | ----------------- | ------------- | ------------- | --------------- | ------------- | --------------- | ------------- | ------------- | -------------- | ------------- | ------------- | ------------- | ----------------- | ----------------- | ----------------- | ------------- | ---------------- | ------------- | ------------- |
| 2016  | Australia     | Bahrajn          |               | Rosja           | Hiszpania         | Monako        | Kanada        | Unia Europejska | Austria       | Wielka Brytania | Węgry         | Niemcy        | Belgia         | Włochy        | Singapur      | Malezja       | Japonia           | Stany Zjednoczone | Meksyk            | Brazylia      |                  |               |               |
| 2016  | GRO 6         | GRO 5            | KVY 3         | MAG 7           | VER 1             | PER 3         | VER 4         | PER 3           | VER 2         | VER 2           | RAI 6         | RIC 2         | HAM 3          | ROS 1         | VET 5         | VER 2         | VER 2             | VER NU            | VET 5             | VER 3         | VET 3            |               |               |
| 2017  | Australia     |                  | Bahrajn       | Rosja           | Hiszpania         | Monako        | Kanada        | Azerbejdżan     | Austria       | Wielka Brytania | Węgry         | Belgia        | Włochy         | Singapur      | Malezja       | Japonia       | Stany Zjednoczone | Meksyk            | Brazylia          |               |                  |               |               |
| 2017  | VET 1         | VER 3            | VET 1         | BOT 1           | VET 2             | VET 1         | VET 4         | STR 3           | BOT 1         | RIC 5           | RAI 2         | HAM 1         | RIC 4          | HAM 1         | VET 4         | VER 2         | VER 4             | VET 4             | HAM 4             | BOT 1         |                  |               |               |
| 2018  | Australia     | Bahrajn          |               | Azerbejdżan     | Hiszpania         | Monako        | Kanada        | Francja         | Austria       | Wielka Brytania | Niemcy        | Węgry         | Belgia         | Włochy        | Singapur      | Rosja         | Japonia           | Stany Zjednoczone | Meksyk            | Brazylia      |                  |               |               |
| 2018  | ALO 5         | GAS 4            | RIC 1         | LEC 6           | HAM 1             | RIC 1         | VET 1         | VET 5           | VER 1         | HAM 2           | HAM 1         | RIC 4         | VET 1          | RAI 2         | VER 2         | VER 5         | RIC 4             | VER 2             | VER 1             | VER 2         | ALO 11           |               |               |
| 2019  | Australia     | Bahrajn          |               | Azerbejdżan     | Hiszpania         | Monako        | Kanada        | Francja         | Austria       | Wielka Brytania | Niemcy        | Węgry         | Belgia         | Włochy        | Singapur      | Rosja         | Japonia           | Meksyk            | Stany Zjednoczone | Brazylia      |                  |               |               |
| 2019  | BOT 1         | LEC 3            | ALB 10        | LEC 5           | VER 3             | VER 4         | VET 1         | NOR 9           | VER 1         | LEC 3           | VER 1         | VER 2         | NOR 11†        | LEC 1         | VET 1         | VET NU        | BOT 1             | VER 6             | ALB 5             | VER 1         | HUL 12           |               |               |
| 2020  | Austria       |                  | Węgry         | Wielka Brytania | Wielka Brytania   | Hiszpania     | Belgia        | Włochy          | Toskania      | Rosja           | Niemcy        | Portugalia    | Emilia-Romania | Turcja        | Bahrajn       | Bahrajn       |                   |                   |                   |               |                  |               |               |
| 2020  | ALB 13†       | PER 6            | VER 2         | HAM 1           | VER 1             | VET 7         | GAS 8         | GAS 1           | RIC 4         | VER 2           | HUL 8         | PER 7         | RAI 9          | VET 3         | GRO NU        | RUS 9         | VER 1             |                   |                   |               |                  |               |               |
| 2021  | Bahrajn       | Emilia-Romania   | Portugalia    | Hiszpania       | Monako            | Azerbejdżan   | Francja       |                 | Austria       | Wielka Brytania | Węgry         | Belgia        | Holandia       | Włochy        | Rosja         | Turcja        | Stany Zjednoczone | Meksyk            |                   | Katar         | Arabia Saudyjska |               |               |
| 2021  | PER 5         | NOR 3            | PER 4         | HAM 1           | VET 5             | VET 2         | VER 1         | LEC 7           | NOR 3         | LEC 2           | ALO 4         | —             | PER 8          | RIC 1         | NOR 7         | SAI 8         | VER 1             | PER 3             | HAM 1             | ALO 3         | VER 2            | RAI NU        |               |
| 2022  | Bahrajn       | Arabia Saudyjska | Australia     | Emilia-Romania  | Stany Zjednoczone | Hiszpania     | Monako        | Azerbejdżan     | Kanada        | Wielka Brytania | Austria       | Francja       | Węgry          | Belgia        | Holandia      | Włochy        | Singapur          | Japonia           | Stany Zjednoczone | Meksyk        |                  |               |               |
| 2022  | LEC 1         | LEC 2            | LEC 1         | VER 1           | VER 1             | HAM 5         | PER 1         | HAM 4           | LEC 5         | PER 2           | MSC 6         | SAI 5         | VER 1          | VER 1         | VER 1         | DEV 9         | PER 1             | VET 6             | VET 8             | RIC 7         | HAM 2            | VET 10        |               |

### Formuła E
| Sezon     | Kierowca dnia    | Kierowca dnia | Kierowca dnia | Kierowca dnia | Kierowca dnia | Kierowca dnia | Kierowca dnia | Kierowca dnia | Kierowca dnia | Kierowca dnia | Kierowca dnia     | Kierowca dnia     | Kierowca dnia     |
| 2017/2018 | Hongkong         | Hongkong      | Maroko        | Chile         | Meksyk        | Urugwaj       | Włochy        | Francja       | Niemcy        | Szwajcaria    | Stany Zjednoczone | Stany Zjednoczone |                   |
| --------- | ---------------- | ------------- | ------------- | ------------- | ------------- | ------------- | ------------- | ------------- | ------------- | ------------- | ----------------- | ----------------- | ----------------- |
| 2017/2018 | -                | -             | -             | LOT 2         | ABT 1         | VER 1         | DIG 2         | ABT 7         | ABT 1         | DIG 1         | DIG 1             | DIG 2             |                   |
| 2018/2019 | Arabia Saudyjska | Maroko        | Chile         | Meksyk        | Hongkong      |               | Włochy        | Francja       | Monako        | Niemcy        | Szwajcaria        | Stany Zjednoczone | Stany Zjednoczone |
| 2018/2019 | DAC 1            | DAM 1         | WEH 2         | DIG 1         | LOT 14        | VER 1         | VAN 3         | FRI 1         | MAS 3         | DIG 1         | LOT 14            | EVA 2             | FRI 1             |